# KNM-ER 992
KNM-ER 992 es una mandíbula inferior fosilizada de 1,5 millones de años de antigüedad descubierta por el equipo de Richard Leakey en 1971 en la población de Ileret, en el este del lago Turkana (Kenia). La mandíbula fue considerada por C. Groves y V. Mazak como el espécimen holotipo de Homo ergaster.